# Slot-Machine
Slot-Machine è una serie a fumetti scritta da Carlos Trillo e disegnata da Horacio Altuna.

## Trama
Gli episodi della serie sono auto-conclusivi e privi di continuity con protagonisti diversi ogni volta ma con la stessa ambientazione, una ipotetica città di un vicino futuro. La trama è simile: il protagonista, a causa di una situazione problematica, cerca uno svago nella slot-machine del titolo la quale, inserendovi una moneta, fa vedere un breve film, raffigurato nel fumetto come una storia all'interno dell'episodio stesso, e, conclusa la trasmissione, conferisce un premio allo spettatore; i film hanno sempre attinenza con la vita dello spettatore.

## Storia editoriale
La serie venne pubblicato in Spagna nei primi anni ottanta sulla rivista 1984; venne pubblicato anche in Italia sulla rivista L'Eternauta nel 1985 delle Edizioni Produzioni Cartoon (EPC) che ha poi anche raccolto gli episodi nel volume Slot-Machine nel 1986; una nuova ristampa si ebbe nel 2010 nella collana Collezione Horacio Altuna, edita da Planeta DeAgostini.